# Bagnara Calabra
Bagnara Calabra este o comună din provincia Reggio Calabria, regiunea Calabria, Italia, cu o populație de 9.279 locuitori (1 ianuarie 2023) și o suprafață de 24,85 km².

## Demografie
Bagnara Calabra - evoluția demografică

|  | Graficele sunt indisponibile din cauza unor probleme tehnice. Mai multe informații se găsesc la Phabricator și la wiki-ul MediaWiki. |

Date: Recensăminte sau birourile de statistică - grafică realizată de Wikipedia

## Personalități născute aici
- Loredana Bertè (n. 1950), cântăreață.